# Paysage d’Hiver
Paysage d’Hiver (fr. ‹Winterlandschaft›) ist ein Extreme-Metal-Projekt aus Bern. Es wurde 1997 vom einzigen Mitglied Tobias «Wintherr» Möckl (Darkspace) gegründet. Wintherr betreibt ein Label namens Kunsthall Produktionen, worüber die Veröffentlichungen erschienen. Paysage d’Hiver tritt nie live auf.

## Musikstil und Texte
Die meisten Lieder der Band behandeln thematisch den Winter, wobei Wintherr «die stilisierte Idee der Winterlandschaft als etwas schönes», wie sie in der Romantik anzutreffen ist, vermeidet. Er vertritt keine Forderungen nach einer Rückkehr zur Natur, sondern nach einer Bewegung «vorwärts zur Natur»; es sei möglich, eine hochtechnologische Welt und dennoch eine starke Verbindung zur Natur zu haben.
Wintherr wurde von Burzums Alben Hvis lyset tar oss und Filosofem dazu inspiriert, ähnliche Musik zu machen. Die ersten beiden Veröffentlichungen sind dem Ambient zuzuordnen, während auf Schattengang das erste Mal verzerrte Gitarren zum Einsatz kamen. Typisch sind überlange, repetitive Stücke mit sehr roher Produktion. Oftmals sind diese mit Klangsamples (z. B. Windheulen) unterlegt. Gelegentlich kommt eine akustische Gitarre zum Einsatz, auf dem selbstbetitelten Album auch eine Violine. Alex von Lurker’s Path bezeichnete die Musik als «unmenschlich», Piero Scaruffi findet, dass Paysage d’hiver (2000) «Black Metal im Grunde genommen neu entdeckt».

## Diskografie
Alle Alben nach der Steineiche-CD wurden zuerst in Eigenproduktion als Demokassette veröffentlicht, wurden aber später als LP, DLP oder als A5 Digibook – Winterkälte sogar als 3-LP – wiederveröffentlicht. Alle Formate außer den Digibooks und das Album "Im Wald" (in der 4-LP-Box) sind auf wenige hundert Exemplare limitiert, da Wintherr die Kassetten und LPs als Sammlerobjekte ansieht.
Bei einem Listening Event in Burgdorf für das Album "Im Wald" (2020) wurden ausserdem USB-Sticks mit Holzgehäuse und dem Coverartwork verteilt, welche das komplette Album als .mp3 beinhalten. Die USB-Sticks sind auf 50 Exemplare (entsprechend der Anzahl zugelassener Teilnehmer) limitiert.
- Steineiche – 1998
- Schattengang – 1998
- Die Festung – 1998
- Paysage d’hiver – 1999
- Kerker – 1999
- Kristall & Isa – 2000
- Winterkälte – 2001
- Gletschertor auf DST – 2002 (2003 wiederveröffentlicht auf Schneesturm)
- Schnee auf Wurzelgeister – 2002
- Schnee / Das Winterreich – 2003 – Split mit Vinterriket
- Nacht – 2004
- Paysage d’Hiver / Lunar Aurora – 2004 – Split mit Lunar Aurora
- Einsamkeit – 2007
- Das Tor – 2013
- Füür Rouch Ruäss / Schnee (III) – 2017 – Split mit Nordlicht
- Somewhere Sadness Wanders / Schnee [IV]  – 2017 – Split mit Drudkh
- Im Wald – 2020
- Geister – 2021
- Die Berge – 2024

## Belege
1. ↑  Rob: In defence of Vinterriket (Memento vom 20. Juni 2012 im Internet Archive).
2. 1 2 3  Alex: Paysage d’hiver: Wintherr Speaks (Memento vom 1. März 2012 im Internet Archive)
3. ↑  Andreas Hardhaug Olsen: Tobias "Wintherr" Mockl alias Paysage d'Hiver. Intervju med "Wintherr" Möckl. !Hissig, 21. Januar 2006, archiviert vom Original am 24. Juli 2011; abgerufen am 17. Oktober 2015 (norwegisch).
4. ↑  The History of Rock Music. Darkspace: biography, discography, review, links. www.scaruffi.com, abgerufen am 12. November 2009.
5. ↑  Chartquellen: Deutschland
6. ↑  Paysage d'Hiver - Im Wald. Abgerufen am 6. Juli 2020.